# Cache County
Cache County ist ein County im Bundesstaat Utah der Vereinigten Staaten. Der Verwaltungssitz (County Seat) ist Logan. 2020 lebten im County 133.154 Einwohner.

## Geographie
Das County deckt den südlichen und größten Teil des Cache Valley ab. 
Nach Angaben des US Census Bureau bedeckt Cache County eine Fläche von 3038 Quadratkilometern, davon sind 22 Quadratkilometer Wasserflächen. Im westlichen Teil des Countys liegen die Wellsville Mountains und östlich davon die Bear River Mountains. Zwischen beiden Gebirgszügen befindet sich ein Canyon, hier treffen die US Highways 89 und 91 zusammen. Die 89 führt nördlich nach Idaho und die 91 führt Nord-Nordost in den Logan Canyon. Das County grenzt im Uhrzeigersinn an die Countys: Franklin County (Idaho), Rich County, Weber County, Box Elder County und Oneida County (Idaho).

## Geschichte
Cache County wurde im Jahre 1856 gegründet.

## Demografische Daten

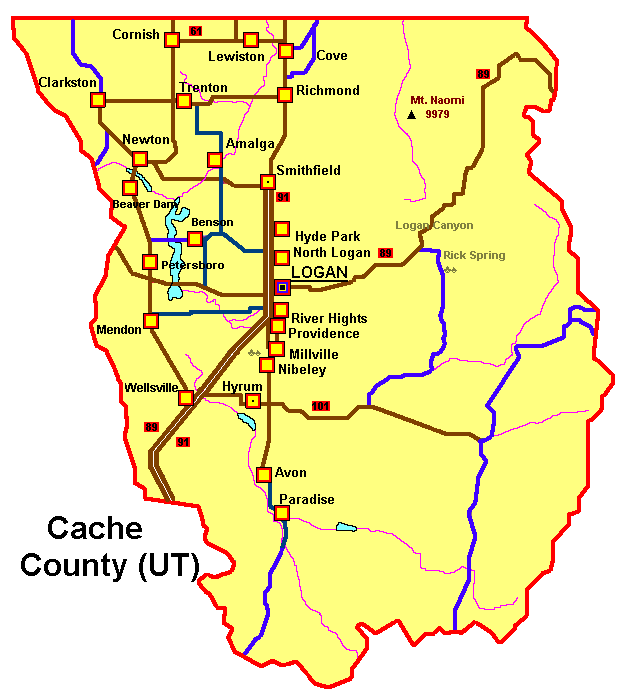
Cache County (UT) Details

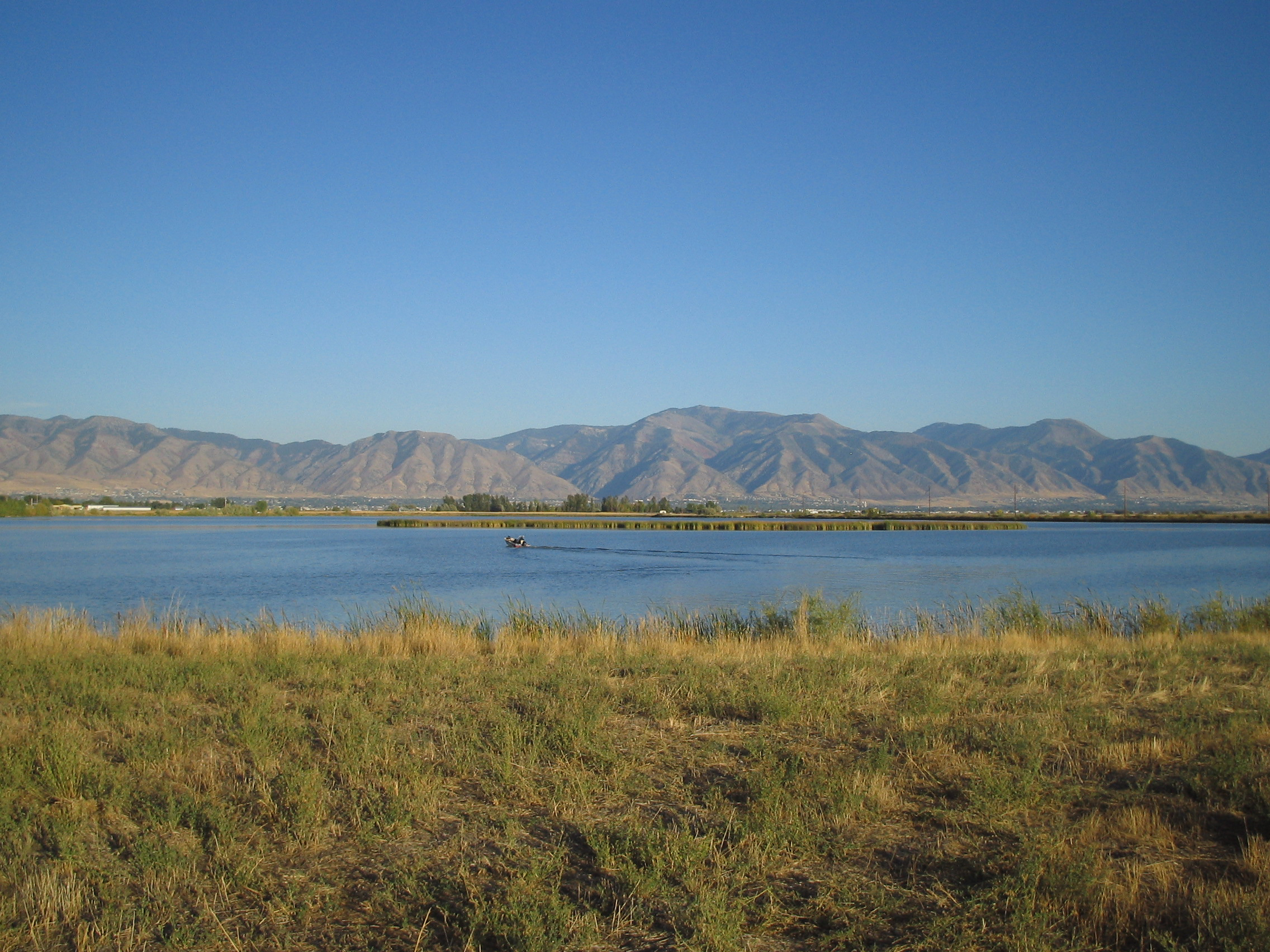
Das Cutler Reservoir im Cache Valley

Nach der Volkszählung im Jahr 2000 lebten im Cache County 91.391 Menschen. Es gab 27.543 Haushalte und 21.015 Familien. Die Bevölkerungsdichte betrug 30 Einwohner pro Quadratkilometer. Ethnisch betrachtet setzte sich die Bevölkerung zusammen aus 92,23 % Weißen, 0,38 % Afroamerikanern, 0,58 % amerikanischen Ureinwohnern, 1,98 % Asiaten, 0,20 % Bewohnern aus dem pazifischen Inselraum und 3,31 % aus anderen ethnischen Gruppen; 1,32 % stammten von zwei oder mehr ethnischen Gruppen ab. 6,33 % der Bevölkerung waren spanischer oder lateinamerikanischer Abstammung.
Von den 27.543 Haushalten hatten 43,60 % Kinder und Jugendliche unter 18 Jahre, die bei ihnen lebten. 66,40 % waren verheiratete, zusammenlebende Paare, 7,20 % waren allein erziehende Mütter. 23,70 % waren keine Familien. 14,50 % waren Singlehaushalte und in 5,50 % lebten Menschen im Alter von 65 Jahren oder darüber. Die Durchschnittshaushaltsgröße betrug 3,24 und die durchschnittliche Familiengröße lag bei 3,59 Personen.
Auf das gesamte County bezogen setzte sich die Bevölkerung zusammen aus 31,30 % Einwohnern unter 18 Jahren, 22,20 % zwischen 18 und 24 Jahren, 25,70 % zwischen 25 und 44 Jahren, 13,70 % zwischen 45 und 64 Jahren und 7,20 % waren 65 Jahre alt oder darüber. Das Durchschnittsalter betrug 24 Jahre. Auf 100 weibliche Personen kamen 97,00 männliche Personen, auf 100 Frauen im Alter ab 18 Jahren kamen statistisch 93,80 Männer.
Das jährliche Durchschnittseinkommen eines Haushalts betrug 39.730 USD, das Durchschnittseinkommen der Familien betrug 44.453 USD. Männer hatten ein Durchschnittseinkommen von 32.397 USD, Frauen 21.079 USD. Das Prokopfeinkommen betrug 15.094 USD. 13,50 % der Bevölkerung und 8,00 % der Familien lebten unterhalb der Armutsgrenze. 9,80 % davon waren unter 18 Jahre und 6,20 % waren 65 Jahre oder älter.

## Städte und Orte
- Amalga
- Avon
- Ballard Junction
- Benson
- Cache Junction
- Cardon
- Clarkston
- College Ward
- Cornish
- Cove
- Greens Corner
- Greenville
- Holt
- Hyde Park
- Hyrum
- Lewiston
- Logan
- Mendon
- Millville
- Morton
- Mount Sterling
- Newton
- Nibley
- North Logan
- Paradise
- Petersboro
- Providence
- Richmond
- River Heights
- Smithfield
- Trenton
- Utida
- Wellsville
- White Horse Village